# Indoribates japonicus
Indoribates japonicus är en kvalsterart som först beskrevs av Aoki 1988.  Indoribates japonicus ingår i släktet Indoribates och familjen Haplozetidae. Inga underarter finns listade i Catalogue of Life.